# Padang Masiang
Padang Masiang is een bestuurslaag in het regentschap Tapanuli Tengah van de provincie Noord-Sumatra, Indonesië. Padang Masiang telt 2139 inwoners (volkstelling 2010).